# Les Martyrs de l'Inquisition
Les Martyrs de l'Inquisition è un cortometraggio del 1905 diretto da Lucien Nonguet.

## Trama
Scena storica in 5 tavole:
1. La prigione: Chiamate anche "segrete", erano profonde gallerie. Tombe situate a trenta metri di profondità. I condannati, circa otto persone; erano costretti a stare nudi in questi luoghi su di un terreno umido. Ogni giorno i boia venivano a prendere i condannati da portare in tribunale dove poi venivano frustate.
2. La galleria delle torture: Chiamata anche "camera del tormento", Vi si accedeva tramite una moltitudine di piccole scale tortuose. Sulle pareti erano appesi strumenti di tortura: cavalletti, stivali di ferro, chiodi di dimensioni enormi, corde di tutte le dimensioni. Il Grande Inquisitore ed il Notaio Apostolico dovevano essere sempre presenti per registrare le dichiarazioni dell'accusato. Alcune esecuzioni della frusta, erano applicate ad ogni condannato che si lamentava. Gli eretici venivano rinchiusi nell'armadio di Norimberga. Altri condannati venivano distesi su di una panca di legno con i piedi e le mani messi in una specie di giogo, in modo che non si potesse muovere. I piedi del condannato venivano cosparsi di olio e poi messo un braciere di fuoco. Il boia poi metteva un ferro rovente. Per far confessare il condannato di un crimine che non ha mai commesso; al suo rifiuto, il boia lo afferra legandogli mani e piedi dietro la schiena, alzandolo fino all'altezza della volta.
3. La panca della tortura: Il condannato veniva disteso e legato su di una panca a forma di grondaia, il boia, mette un imbuto nella sua bocca versandoci dell'acqua.
4. Tortura della ruota: Il condannato viene legato su di una ruota di legno, il boia mette al di sotto della ruota un braciere ardente, girando poi la ruota a una velocità calcolata.
5. L'Autodafé: Sulla facciata più grande della piazza, di fronte al palazzo occupato dal re e dalla sua consorte, viene innalzata la palizzata in legno resinoso con materiali oleosi e paglia. I condannati vengono portati processionalmente, legati al palo e il boia con una torcia gli dà fuoco. Durante questo i sacerdoti ascoltano un versetto di "De Profundis" o "Miserere".